# مدينة سامن تحت الأرض
تقع مدينة سامن تحت الأرض في محافظة همدان، جنوب غرب مدينة ملاير ومدينة سامن. تم اكتشاف المدينة عن طريق الخطأ في عام 2005. يعتقد علماء الآثار أن جوهر المدينة يعود إلى ما قبل الفترة البارثية، والتي توسعت عبر التاريخ. تُظهر الآثار التاريخية لمدينة سمن العصور القديمة لهذه المدينة، بالإضافة إلى مدينة سمن تحت الأرض، يوجد برج قديم يسمى «خانقالي» في وسط المدينة وإمام زاده، يعود تاريخ بنائه إلى الفترة البطريركية ويبدو أنه يشمل خبايا تاريخية. هم في هذه المدينة. يشير الوضع الحالي للمدينة إلى أنها قد تكون أطلال المدينة، التي ورد ذكرها باسم رامين في كتب المسلك والمماليك. تقع المدينة على سرير من الجرانيت على شكل درابزين، وتقع معظم هذه المدينة تحت الأرض تحت مدينة سامن.

## تاريخ مدينة سامن تحت الأرض
في شمال غرب مدينة ملاير وقسم السامن، توجد مدينة في قلب الأرض تظهر العمارة والتاريخ التاريخي لهذه المدينة عظمة وتاريخ مقاطعة همدان، مدينة سمن تحت الأرض بمساحة حوالي ثلاثة هكتارات من قبل أسلاف إيرانيين قبل الفترة البارثية في قلب الأرض تم حفره. إن نوع البناء والهندسة المعمارية ووضع الممرات البطيئة في سامن فريد وفريد ليس فقط في إيران ولكن أيضًا في العالم. إنهم لم يذهبوا إلى مدينة سمن تحت الأرض ولم يعرفوا مكان دخول هذه المنطقة، ففي عام 2005 ضربت شركة همدان للاتصالات مساحات مدينة سمن تحت الأرض وظهر طريق المدخل واستنادا إلى ذلك، دخل خبراء التراث الثقافي في محافظة همدان. تم الانتهاء من العمل وتأمين طرق الدخول، وفي عام 2007 بدأ الموسم الأول من الحفريات في أيدي سامن. تعد مدينة سامن تحت الأرض واحدة من الأعمال الفريدة والناجحة من فترة ما قبل البارثيين، والتي يبلغ عمرها 3500 عام، مما يشير إلى عظمة هذا العمل.